# Власово (Большесельский район)
Власово — деревня в Благовещенском сельском поселении Большесельского района Ярославской области.
Деревня Власова указана на плане Генерального межевания Рыбинского уезда 1798 года.

## Население
По данным статистического сборника «Сельские населенные пункты Ярославской области на 1 января 2007 года», в деревне Власово не числится постоянных жителей.

## География
Деревня расположена на севере района, на небольшом удалении от левого берега реки Черёмухи, протекающей с северо-востока от деревни. Здесь Черёмуха меняет направление течения с западного на северное. Деревня стоит на правом берегу безымянного ручья, протекающего с северо-запада от деревни. Этот ручей, левый приток Черёмухи, спрямлён мелиоративными работами. На противоположном берегу ручья, напротив Власово, стоит деревня Зорино. Примерно в 500 м южнее Власово по левому берегу Черёмухи проходит дорога из Нового Гостилово на  Головинское и далее на Рыбинск, связывающая многие населённые пункты на Черёмухе. Деревня стоит на восточной окраине обширного поля, протянувшегося примерно на 5 км к западу, на 2,5 км к северу и 1,5 км к югу, на котором находится множество деревень Чудиновского сельского округа.